# Sesostri IV
Sesostri IV Seneferibra (fl. XVIII secolo a.C.) è stato un faraone della XIII dinastia egizia.

## Biografia
L'esistenza di questo sovrano, che non compare nel Canone Reale, è attestata, oltre nella Sala degli Antenati di Karnak anche da iscrizioni provenienti da Tani, Nag el-Madamud ed Elefantina che riportano la sequenza dei quattro successori di Renseneb di cui l'ultimo è appunto Seneferibra. Una statua colossale che lo rappresenta è stata ritrovata da Georges Legrain a Karnak nel 1901.

## Liste Reali
|            | \| \| \| non citato \| \| \| |
|            |                              |
| non citato |                              |
|            |                              |

|            |
| non citato |
|            |

## Titolatura
| G5 |

| G5 |

| F25 | S34 |

| F25 | S34 |

| F25 | S34 |

| F25 | S34 |

| F25 | S34 |

| F25 | S34 |

| F25 | S34 |

| F25 | S34 |

| G16 |

| G16 |

| s | S34 | N19 |

| s | S34 | N19 |

| G8 |

| G8 |

| nfr | N28 · Z2 |

| nfr | N28 · Z2 |

| M23 · X1 | L2 · X1 |

| M23 · X1 | L2 · X1 |

| N5 | s | n · f | r · ib |

| N5 | s | n · f | r · ib |

| N5 | s | n · f | r · ib |

| N5 | s | n · f | r · ib |

| N5 | s | n · f | r · ib |

| N5 | s | n · f | r · ib |

| N5 | s | n · f | r · ib |

| N5 | s | n · f | r · ib |

| G39 | N5 |

| G39 | N5 |

| F12 | S29 | D21 · X1 | O34 · N35 |

| F12 | S29 | D21 · X1 | O34 · N35 |

| F12 | S29 | D21 · X1 | O34 · N35 |

| F12 | S29 | D21 · X1 | O34 · N35 |

| F12 | S29 | D21 · X1 | O34 · N35 |

| F12 | S29 | D21 · X1 | O34 · N35 |

| F12 | S29 | D21 · X1 | O34 · N35 |

| F12 | S29 | D21 · X1 | O34 · N35 |